# Сулеман Хамід
Сулеман Хамід Сулеман (амх. ሱሌማን ሀሚድ; нар. 20 жовтня 1997, Асоса, Ефіопія) — ефіопський футболіст, правий захисник клубу «Сент-Джордж» та національної збірної Ефіопії.

## Клубна кар'єра
Футбольну кар'єру розпочав в «Адама Сіті». У футболці вище вказаного клубу 2017 року дебютував у Прем'єр-лізі (Ефіопії). У 2020 році перейшов у «Гадія Госсана» а з 2021 року виступає за «Сент-Джордж».

## Кар'єра в збірній
У футболці національної збірної Ефіопії дебютував 22 жовтня 2020 року в програному (0:2) виїзному поєдинку проти національної збірної Замбії. 23 грудня 2021 року опинився у списку гравців, які поїхали на Кубок африканських націй 2021 року. На вище вказаному турнірі зіграв два матчі на груповому етапі: проти Кабо-Верде (0:1) та Камеруну (1:4).

## Статистика виступів

### У збірній
| Дата       | Місто        | Господарі | Результат | Гості        | Турнір                                    | Голи | Примітки |
| ---------- | ------------ | --------- | --------- | ------------ | ----------------------------------------- | ---- | -------- |
| 22-10-2020 | Аддис-Абеба  | Ефіопія   | 2 – 3     | Замбія       | товариський матч                          | -    | 70'      |
| 25-10-2020 | Аддис-Абеба  | Ефіопія   | 1 – 3     | Замбія       | товариський матч                          | -    | 46'      |
| 6-11-2020  | Аддис-Абеба  | Ефіопія   | 2 – 2     | Судан        | товариський матч                          | -    | 64'      |
| 13-11-2020 | Ніамей       | Нігер     | 1 – 0     | Ефіопія      | Відбір до Кубка африканських націй 2021   | -    |          |
| 17-11-2020 | Аддис-Абеба  | Ефіопія   | 3 – 0     | Нігер        | Відбір до Кубка африканських націй 2021   | -    |          |
| 24-3-2021  | Бахр-Дар     | Ефіопія   | 4 – 0     | Мадагаскар   | Відбір до Кубка африканських націй 2021   | -    | 89'      |
| 26-8-2021  | Бахр-Дар     | Ефіопія   | 0 – 0     | Сьєрра-Леоне | товариський матч                          | -    |          |
| 7-9-2021   | Бахр-Дар     | Ефіопія   | 1 – 0     | Зімбабве     | Відбір до ЧС 2022                         | -    | 75'      |
| 12-10-2021 | Йоганнесбург | ПАР       | 1 – 0     | Ефіопія      | Відбір до ЧС 2022                         | -    | 61'      |
| 30-12-2021 | Лімбе        | Ефіопія   | 3 – 2     | Судан        | товариський матч                          | -    |          |
| 9-1-2022   | Яунде        | Ефіопія   | 0 – 1     | Кабо-Верде   | Кубок африканських націй 2021 - 1-й раунд | -    |          |
| 13-1-2022  | Яунде        | Камерун   | 4 – 1     | Ефіопія      | Кубок африканських націй 2021 - 1-й раунд | -    |          |
| Усього     |              | Матчів    | 12        |              | Голів                                     | 0    |          |